# Copelação

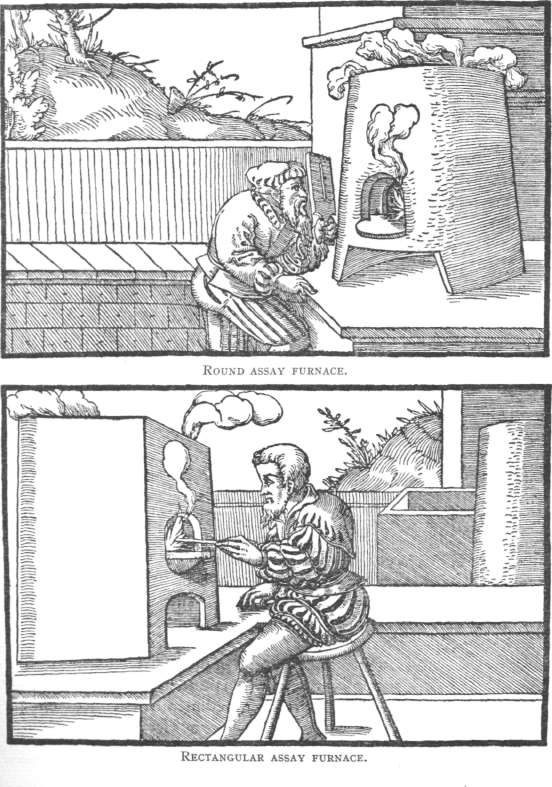
Processo de copelação do século XVI

Copelação é um processo de refinamento em metalurgia, onde minérios ou ligas metálicas são tratados a temperaturas muito altas e têm operações controladas para separar metais nobres como ouro e prata, de metais comuns como chumbo, cobre, zinco, arsênio, antimônio e bismuto, presentes nos minérios. O processo é baseado no princípio de que metais preciosos não podem se oxidar ou reagir quimicamente, diferente dos metais comuns; então quando estão a altas temperaturas, os metais preciosos deixam  e os outros reagem formando escórias ou outras substâncias.
Desde a Idade do Bronze, foi usada para obter prata de pequenos minérios. A partir da Idade Média e da Renascença, a copelação foi um dos processos mais comuns para refinar metais preciosos. A partir daí, o fogo foi usado para testar a pureza de metais comuns como o chumbo e metais reciclados para joalharia e cunhagem de moedas. A copelação é utilizada até hoje.